# Туча на мечу Никси-Нагетси 2006.
Туча на мечу Никси-Нагетси 2006. се догодила на утакмици Националне кошаркашке асоцијације (НБА) између играча из екипа Њујорк никса и Денвер нагетса у Медисон сквер гардену у Њујорку у суботу, 16. децембра 2006. Ова туча међу играчима је постала најкажњенији окршај на терену у НБА од претходне, између играча Пејсерса и Пистонса која се догодила 19. новембра 2004. године назване Пакост у палати.
Неред и туча је почела флагрантним фаулом бека Никса Мардија Колинса над беком Нагетса Џејом Р. Смитом у последњим секундама утакмице. Неколико играча се укључило у конфронтацију и почело да се физички разрачунава. Туча се накратко прелила и на трибине, а и на други крај терена. Свих десет играча који су тада били на паркету су избачени након што је туча завршена. Када су суспензије објављене, седам играча је суспендовано без плате за укупно 47 утакмица.
Иако нису кажњени, тренер Нагетса Џорџ Карл и тренер Никса Ајзеја Томас су испитани због свог учешћа у тучи, док је нападач Нагетса Кармело Ентони критикован јер је нарушио свој имиџ звезде. Неколико новинара извештача је рекло да је НБА претерано кажњавала играче јер је желела да сачува свој имиџ „без насиља”.

## Опис утакмице
До ове утакмице, Њујорк никси су имали скор од 9 : 17, док су Денвер нагетси имали скор 13 : 9. Упркос заостатку у целој утакмици, Никси су се у првом полувремену приближили на два поена, међутим, Нагетси су се прегруписали и затворили полувреме са 13 поена предности, а у другом полувремену наставили да воде чак 26 поена, у трећој четвртини. Никси су накратко дошли на десет поена са десет минута до краја игре, али су Нагетси кренули у серију од 12 : 2 и до краја утакмице су одржавали ову велику предност. Нападач Кармело Ентони је постигао 24 поена за ово вођство Нагетса, а центар Маркус Кемби је додао 24 поена и 9 скокова. Стефон Марбери је постигао рекордних 31 поен за Никсе.

### Инцидент
Инцидент се догодио на 1:15 пре краја утакмице. Никси су играли против Нагетса на домаћем терену у Медисон сквер гардену, у том тренутку Нагетси  су водили 119 : 100. Марди Колинс из Никса је фаулирао Џеј Ар Смита из екипе Нагетса који су тада имали контранапад, тако што је рукама ударио Смита у пределу врата и оборио га на под. Колинсу је одмах свиран фаул од стране судије Дик Бавета због флагрантног фаула, што је значило да је Колинс одмах био искључен. Док је Смит устао да се суочи са Колинсом, Нејт Робинсон је одвукао Смита, а затим почео да га гура и виче. Дејвид Ли је покушао да задржи Смита, али се Смит ослободио и јурнуо на Робинсона, због чега су оба играча пала на фотографе и седишта у првом реду поред терена пре него што су их саиграчи брзо раздвојили.
Док се туча наизглед ближила крају, Ентони се суочио са Колинсом и ударио га песницом у лице, оборио га на земљу. Џаред Џефрис је одмах покушао да нападне Ентонија, али се спотакнуо о Кембија пре него што су га тренери и саиграчи обуздали, док је Ентони побегао ка клупи Нагетса. Колинс је такође истрчао у терен да би дошао до Ентонија, али су га Нене и Смит блокирали. Свих десет играча на терену у време инцидента је избачено од стране судијске тројке коју су чинили Бавета, Вајолет Палмер и Роби Робинсон. Ниједан навијач није дошао на терен током целог инцидента, што је спречило било какво понављање туче Пејсерса и Пистонса од две године раније. Линас Клејза је искористио једно од два слободна бацања након почетне флагрантне грешке Колинса, пошто је Смит, који би био тај који је шутирао слободна бацања након што је добио фаул, био међу онима који су избачени.

## Реакција и последице

### Суспензије
| Играч                   | Казне од НБА | Новчане казне |
| ----------------------- | ------------ | ------------- |
| Кармело Ентони (Денвер) | 15. утакмица | US$ 640.097   |
| Џеј Ар Смит (Денвер)    | 10. утакмица | US$ 126.142   |
| Нејт Робинсон (Њујорк)  | 10. утакмица | US$ 107.771   |
| Марди Колинс (Њујорк)   | 6. утакмица  | US$ 49.084    |
| Џаред Џефрис (Њујорк)   | 4. утакмице  | US$ 189.636   |
| Нене (Денвер)           | 1. утакмица  | US$ 72.727    |
| Џером Џејмс (Њујорк)    | 1. утакмица  | US$ 49.091    |

Комесар НБА лиге Дејвид Стерн реаговао је строгим казнама за укључене играче, рекавши: „Наша је обавеза да предузмемо најснажније могуће кораке како бисмо избегли такве неуспехе у будућности”. Седам играча је суспендовано на укупно 47 утакмица, а играчи су изгубили више од 1,2 милиона долара плате. Сваки тим је такође кажњен са 500.000 долара. Пошто је Ентонијева суспензија била дужа од дванаест утакмица, он је имао право на арбитражу, међутим, Ентони је одлучио да то неће да ради, рекавши да не „жели да буде додатна дистракција“.

### Реакција јавности
Неколико спортских новинара рекло је да туча није била тако насилна као туча Пејсерса и Пистонса две године раније, , а 81% испитаника у анкети „Спортснатиона” рекло је да је највећа разлика између две туче то што „није укључивала играчие који излазе на трибине и који се туку са навијачима“. Међутим, Мајкл Вентре из МСНБЦ-а рекао је да је туча Никса и Нагетса била гора јер је „дотакнута акцијама играча и ескалирала је због њих“. Неколико новинара је закључило да су казне биле строже због туче Пејсерса и Пистонса, јер је НБА била у „веома озбиљној кампањи за чишћење имиџа“.
Стив Франсис, играч Никса, је тврдио да су медијске реакције на тучу и саме суспензије биле „расно мотивисане“, тврдећи да су Главна лига бејзбола и Национална хокејашка лига имали „инциденте који су много гори од кошарке“, али да се нису суочили са надзором НБА. „јер има више црних играча у НБА“. Ово је поновило неколико новинара, а спортски писац и телевизијска личност Мајкл Вилбон је рекао да су „НБА играчи претрпели више пажње, у вези са имиџом, него било који други професионални спортисти у Америци“. Мартин Лутер Кинг III позвао је на састанак како би се прекинуло насиље у НБА, наводећи: „Појединци који играју треба да буду у стању да се понашају на одговарајући начин“. Међутим, НБА је преко портпарола саопштила да „не мисле да је тај састанак неопходан“.

### Улога тренера у инциденту
Неколико минута пре него што је почела туча, тренер Никса Ајзеја Томас замолио је Ентонија да не улази у означени простор око коша, упркос чињеници да нису чланови истог тима. Томас је касније рекао да је због тога што је главни тренер Нагетса, Џорџ Карл, задржао стартну поставу свог тима на терену у завршним минутама утакмице, за које је Томас мислио да показује недостатак спортског духа, његови захтеви Ентонију су била у намери да „покаже мало класе“. Међутим, Карл је одговорио рекавши да је тучу „режира Ајзеја“.
Овом приликом Томас није био кажњен, пошто је НБА истрага пресудила да они немају „адекватне доказе на основу којих би донели такву одлуку“, али је неколико извештача критиковало НБА што није укључила Томаса у суспензије. Аналитичар ЕСПН-а Марк Стајн назвао је Томасова објашњења његових коментара „смешним“, а коментатор Грег Ентони, бивши играч Никса, рекао је да „никада није имао тренера да то каже противнику“. Такође је сугерисано да је Томас покушавао да оживи физичку тактику свог бившег тима, "Бад Бој" Детроит Пистонса.

### Кармело Ентони
Дан након инцидента, Ентони је дао изјаву и извинио се својој породици, НБА лиги и навијачима. Такође се посебно извинио Марди Колинсу, кога је директно ударио током инцидента. У време туче, Ентони је био водећи стрелац лиге, његова суспензија је такође била најдужа суспензија међу играчима и шеста најдужа у историји НБА лиге. Према бившем НБА играчу Стиву Керу, Ентони је „укаљао“ свој имиџ, а кошаркашки аналитичар Рик Бучер је рекао да је Ентони „изгорео своју каријеру“. Извештач Спортс илустрејтеда, Марти Бернс, рекао је да се Ентони суочио са тиме да љубитељима спорта широм Америке постане познат као играч који је ударио Колинса у лице, а затим побегао. Пример реакције био је „Нортвест ерлајн” који је повукао Ентонија са насловнице свог часописа током лета, јер је рекао да не жели да "опрости Ентонијево понашање". Ентони је 2019. године рекао да је НБА „од њега правио пример у том тренутку“ због последица сукоба Пејсерса и Пистонса.

## Догађаји после инцидента
Дан након што је Ентони суспендован, Денвер је купио Алена Ајверсона, који је тада био други у НБА по броју постигнутих поена, иза Ентонија. Након што су се Ентони и Смит вратили са суспензије, трио је довео Нагетсе до 45 победа и шестог носиоца у Западној конференцији за плеј-оф 2007. године. Међутим, елиминисани су у првом колу од Сан Антонио спарса. Никси су са скором  33 : 49, завршили на 12. месту у Источној конференцији и нису ушли у плеј-оф.
Два тима су се поново срела, први пут од инцидента, 17. новембра 2007, на утакмици у којој су Нагетси победили са 115 : 83. Мада су и тада почеле чарке, захваљујући претходном искуству страсти су се брзо охладиле. Тада су Реналдо Балкман из Никса и Линас Клејза из Нагетса почели су да се свађају један са другим након што је Балкман направио намеран фаул над Клајзом, али је инцидент разрешен након што је Балкман добио техничку грешку. Ајверсон, Ентони и Камби су изашли из игре почетком четврте четвртине.  Балкман и Клајза су касније постали саиграчи након што је Балкман промењен у Нагетсе у вансезони 2008. године.

## Статистика утакмице
Извор
| 16. децембар 2006. 19:30 | Статистика | Денвер нагетси 123, Њујорк никси 100                              | Денвер нагетси 123, Њујорк никси 100 | Денвер нагетси 123, Њујорк никси 100 | Медисон сквер гарден, Њујорк Гледаоци: 19.763 Судије: Дик Бавета, Вајлет Палмер, Роби Робинсон |  |
| 16. децембар 2006. 19:30 | Статистика | Четвртине: 29 : 22, 38 : 32, 27 : 30, 29 : 16                     |                                      |                                      | Медисон сквер гарден, Њујорк Гледаоци: 19.763 Судије: Дик Бавета, Вајлет Палмер, Роби Робинсон |  |
| 16. децембар 2006. 19:30 | Статистика | Поени: Ентони 34 Скокови: Кемби, Еванс по 9 Асистенције: Милер 10 |                                      | Марбери 31 Ли 15 Марбери 8           | Медисон сквер гарден, Њујорк Гледаоци: 19.763 Судије: Дик Бавета, Вајлет Палмер, Роби Робинсон |  |

| Играч           | Поз | Мин   | 2усп | 2пок | 2про% | 3усп | 3пок | 3про% | Сло | СБП | СБП%  | ОС | ДС | Ско | Аси | Укр | Бло | Изг | ЛГ | Поена | +/− |
| --------------- | --- | ----- | ---- | ---- | ----- | ---- | ---- | ----- | --- | --- | ----- | -- | -- | --- | --- | --- | --- | --- | -- | ----- | --- |
| Кармело Ентони  | К   | 42:28 | 15   | 29   | .517  | 0    | 1    | .000  | 4   | 5   | .800  | 3  | 4  | 7   | 4   | 0   | 0   | 0   | 3  | 34    | 19  |
| Џеј Ар Смит     | Б   | 35:25 | 4    | 7    | .571  | 2    | 4    | .500  | 3   | 4   | .750  | 0  | 3  | 3   | 3   | 1   | 0   | 0   | 3  | 13    | 25  |
| Андре Милер     | Б   | 34:24 | 5    | 9    | .556  | 0    | 0    |       | 2   | 2   | 1.000 | 2  | 3  | 5   | 10  | 3   | 0   | 7   | 3  | 12    | 19  |
| Маркус Кемби    | Ц   | 32:01 | 9    | 11   | .818  | 0    | 0    |       | 6   | 6   | 1.000 | 1  | 8  | 9   | 3   | 1   | 7   | 0   | 1  | 24    | 16  |
| Нене            | К   | 17:56 | 2    | 5    | .400  | 0    | 0    |       | 2   | 2   | 1.000 | 0  | 4  | 4   | 3   | 1   | 2   | 2   | 4  | 6     | 16  |
| Едуардо Нахера  |     | 23:17 | 0    | 2    | .000  | 0    | 1    | .000  | 4   | 4   | 1.000 | 0  | 0  | 0   | 1   | 0   | 0   | 1   | 3  | 4     | 1   |
| Ерл Бојкинс     |     | 21:27 | 4    | 9    | .444  | 2    | 4    | .500  | 2   | 2   | 1.000 | 0  | 0  | 0   | 2   | 0   | 0   | 0   | 2  | 12    | −3  |
| Реџи Еванс      |     | 17:42 | 3    | 4    | .750  | 0    | 0    |       | 2   | 2   | 1.000 | 2  | 7  | 9   | 0   | 0   | 0   | 3   | 3  | 8     | 9   |
| Јакуба Дијавара |     | 11:35 | 2    | 2    | 1.000 | 2    | 2    | 1.000 | 0   | 0   |       | 0  | 1  | 1   | 2   | 0   | 0   | 0   | 0  | 6     | 4   |
| Линас Клејза    |     | 1:15  | 1    | 1    | 1.000 | 1    | 1    | 1.000 | 1   | 2   | .500  | 0  | 0  | 0   | 0   | 0   | 0   | 0   | 0  | 4     | 3   |
| Дермар Џонсон   |     | 1:15  | 0    | 0    |       | 0    | 0    |       | 0   | 0   |       | 0  | 1  | 1   | 0   | 0   | 0   | 0   | 0  | 0     | 3   |
| Џо Смит         |     | 1:15  | 0    | 0    |       | 0    | 0    |       | 0   | 0   |       | 0  | 0  | 0   | 0   | 0   | 0   | 0   | 0  | 0     | 3   |
| Укупно          |     | 240   | 45   | 79   | .570  | 7    | 13   | .538  | 26  | 29  | .897  | 8  | 31 | 39  | 28  | 6   | 9   | 13  | 22 | 123   |     |

| Играч           | Поз | Мин        | 2усп       | 2пок       | 2про%      | 3усп       | 3пок       | 3про%      | Сло        | СБП        | СБП%       | ОС         | ДС         | Ско        | Аси        | Укр        | Бло        | Изг        | ЛГ         | Поена      | +/−        |
| --------------- | --- | ---------- | ---------- | ---------- | ---------- | ---------- | ---------- | ---------- | ---------- | ---------- | ---------- | ---------- | ---------- | ---------- | ---------- | ---------- | ---------- | ---------- | ---------- | ---------- | ---------- |
| Стефон Марбери  | Б   | 41:29      | 13         | 24         | .542       | 3          | 8          | .375       | 2          | 4          | .500       | 2          | 1          | 3          | 8          | 1          | 0          | 2          | 3          | 31         | −18        |
| Џаред Џефрис    | К   | 38:36      | 4          | 8          | .500       | 1          | 2          | .500       | 0          | 1          | .000       | 5          | 1          | 6          | 2          | 3          | 2          | 3          | 4          | 9          | −23        |
| Џамал Крофорд   | Б   | 28:32      | 1          | 9          | .111       | 0          | 5          | .000       | 0          | 0          |            | 0          | 2          | 2          | 7          | 1          | 0          | 2          | 0          | 2          | −28        |
| Еди Кери        | Ц   | 26:41      | 6          | 10         | .600       | 0          | 0          |            | 7          | 11         | .636       | 1          | 2          | 3          | 0          | 0          | 0          | 4          | 3          | 19         | −23        |
| Ченинг Фрај     | К   | 26:31      | 4          | 12         | .333       | 0          | 1          | .000       | 2          | 3          | .667       | 2          | 3          | 5          | 0          | 1          | 4          | 1          | 4          | 10         | −1         |
| Дејвид Ли       |     | 39:28      | 6          | 10         | .600       | 0          | 0          |            | 0          | 0          |            | 7          | 8          | 15         | 1          | 1          | 1          | 3          | 5          | 12         | −8         |
| Нејт Робинсон   |     | 29:14      | 7          | 20         | .350       | 3          | 10         | .300       | 0          | 0          |            | 1          | 2          | 3          | 3          | 0          | 0          | 0          | 2          | 17         | 4          |
| Малик Роуз      |     | 6:32       | 0          | 2          | .000       | 0          | 0          |            | 0          | 0          |            | 2          | 2          | 4          | 0          | 0          | 0          | 1          | 0          | 0          | −10        |
| Реналдо Балкмен |     | 2:07       | 0          | 0          |            | 0          | 0          |            | 0          | 0          |            | 0          | 0          | 0          | 0          | 0          | 0          | 0          | 1          | 0          | −5         |
| Марди Колинс    |     | 0:49       | 0          | 0          |            | 0          | 0          |            | 0          | 0          |            | 0          | 0          | 0          | 0          | 0          | 0          | 0          | 1          | 0          | −3         |
| Џером Џејмс     |     | није играо | није играо | није играо | није играо | није играо | није играо | није играо | није играо | није играо | није играо | није играо | није играо | није играо | није играо | није играо | није играо | није играо | није играо | није играо | није играо |
| Келвин Като     |     | није играо | није играо | није играо | није играо | није играо | није играо | није играо | није играо | није играо | није играо | није играо | није играо | није играо | није играо | није играо | није играо | није играо | није играо | није играо | није играо |
| Укупно          |     | 240        | 41         | 95         | .432       | 7          | 26         | .269       | 11         | 19         | .579       | 20         | 21         | 41         | 21         | 7          | 7          | 16         | 23         | 100        |            |